# Paniis (Koroncong)
Paniis is een bestuurslaag in het regentschap Pandeglang van de provincie Banten, Indonesië. Paniis telt 1910 inwoners (volkstelling 2010).